# Oderzo
Oderzo – miejscowość i gmina we Włoszech, w regionie Wenecja Euganejska, w prowincji Treviso.
Według danych na rok 2004 gminę zamieszkiwało 17 276 osób, 411,3 os./km².